# Rome: Total War: Alexander
Rome: Total War: Alexander, abreviado como RTW: ALEX, é a segunda expansão para o jogo de computador Rome: Total War. O jogo se passa em um período de tempo histórico anterior ao Rome, colocando o jogador no papel de Alexandre o Grande. A campanha começa com a ascensão de Alexandre ao trono macedônio em 336 a.C. e tem a duração de 100 turnos. O jogo é muito parecido com o original, Rome: Total War, mas com menor número de facções, unidades diferentes e um mapa diferente. O objetivo do jogador é conquistar 30 províncias, incluindo as cidades-chave como Tiro, Halicarnasso e Babilônia, no prazo máximo de 100 turnos.
O jogo permite viver mais do que os 33 anos da vida real de Alexandre. Historicamente ele morreu na Babilônia, na tarde de 10 de junho de 323 a.C., apenas um mês após completar 33 anos.

## Aspectos do Jogo

### Jogabilidade
A jogabilidade desta expansão é  idêntica ao jogo original, consulte Rome: Total War.

### Facções
Existem apenas oito facções em Alexander, destas, apenas uma, Macedônia, é jogável no modo campanha. No entanto o jogador pode tornar as outras facções jogáveis, alterando os arquivos da expansão (Modding). As facções são:
Facções Bárbaras
- Cítia: Os citas controlam a Cítia mas Alexandre controla Quersoneso. Seu exército é composto de  ótimos cavaleiros e arqueiros, mas quase nenhuma infantaria de corpo a corpo. Os citas não são uma ameaça para os macedônios, mas sua conquista pode ser difícil. Além disso, densas florestas bloqueiam todas as terras próximas à capital dos citas, tornando-se um incômodo para o jogador que almeja conquistar estas terras.

- Daas: Representando vizinhos dos povos bárbaros como os ilírios, trácios, sármatas e Citas, que dominam um conjunto de cidades independentes, esta facção é semelhante às facções bárbaras do jogo original. Seus exércitos são formados por grandes grupos de guerreiros, incluindo guerreiros empunhando espadas de guerra. Eles controlam vários territórios nos limites ao norte do mapa de campanha.

- Ilíria: Os Ilírios controlam a metade ocidental dos Bálcãs, com sua capital em Epidamnus. Seu exército é composto por homens com machados, uma infantaria especializada e uma cavalaria limitada. Como seus vizinhos, os trácios, eles são uma nação bárbara e estão entre as nações mais perigoso no início de Alexander.

- Trácia: A Trácia começa com apenas a própria Trácia sob controle, com sua capital em Bizâncio. O exército é composto de infantaria bárbara e alguma coisa de cavalaria. Os trácios são um povo de bárbaros e não gregos, como foram mostrados no Rome. Junto com os ilírios, estão entre as nações mais perigosas no início da campanha. Eles são aliados das outras nações, que são rivais dos macedônios.

Facção Macedônia
- Macedônia: A Macedônia é a facção principal e alvo do jogo, começa com a maior parte da Grécia sob seu controle. O exército é semelhante ao da Macedônia no jogo original, constituído por vários hoplitas e falanges, além de uma poderosa cavalaria, incluindo a cavalaria dos companheiros. No entanto, o exército não tem unidades de arqueiros, embora possa por em campo unidades de lançamento de dardos. A Macedônia também tem uma unidade única que representa a unidade pessoal de Alexandre, uma cavalaria de elite liderada pelo próprio rei. Ao contrário do precursor, Rome: Total War e da segunda expansão, Barbarian Invasion, se o rei do jogador é morto, a campanha termina em derrota.

Facções do Leste

O império de Alexandre em sua máxima extensão, em 323 a.C

- Pérsia: O exército persa de Dario III é composto de uma variedade de tropas, a partir de massas mal equipadas de infantaria e arqueiros, cavalaria de qualidade e unidades de elite como os Imortais, também conhecidos como "portadores da maça", tendo em vista ornamentos em suas lanças, na forma de maçã, bem como mercenários da Grécia e da Frígia. O Exército também tem acesso a carros de guerra, puxados por cavalos, que os generais persas combatem. O Império Aquemênida, é vasto, controlando toda a Anatólia, Egito, o atual Iraque e Irão, e mesmo tão a leste quanto o oeste da Índia e tudo entre.

O império Aquemênida em seu auge, em

- Índia: Longe de ser um Estado-nação unificado, os reinos indianos são, no entanto, capazes de enviar exércitos inspiradores para o campo de batalha. Seus exércitos são constituídos de grandes unidades de tropas com armadura leve, carros e elefantes de guerra. Os indianos não aparecem na campanha single-player.

Facções rebeldes
- Rebeldes: Os rebeldes não são uma facção convencional. Ao longo da série Total War, os rebeldes foram usados para representar as províncias rebeldes e várias facções menores, como os ilírios no original Rome: Total War. Ao contrário da maioria dos títulos Total War, no entanto, Alexander não possui nenhuma província "rebelde", no inicio do jogo, e os rebeldes só apareceram mais tarde no jogo, quer de forma aleatória como, exércitos bandidos, ou quando um província se revoltar, devido a uma consequência natural, quando a classificação de ordem pública de uma província cai abaixo de um certo nível, ou como uma evolução historicamente autêntica da campanha, depois que o jogador conquistar a Pérsia. Como em outros títulos da série, a facção dos rebeldes consiste em uma mecânica essencial do jogo, não podendo ser destruída, mesmo que todas as forças rebeldes, no mapa de campanha sejam destruídas e todos as cidades sejam capturadas, a facção dos rebeldes não pode, nunca, ser verdadeiramente destruída, e quase certamente irá reaparecer mais tarde, de alguma forma.

### Batalhas históricas

Cena de uma batalha do jogo, no ambiente tático em tempo real. Possibilidade de jogar utilizando os famosos exércitos macedônios

As batalhas históricas permitem ao jogador conduzir Alexandre, em algumas de suas vitórias mais famosas e impressionantes. Como os jogos anteriores da série Total War, as batalhas históricas, muitas vezes, colocam o jogador em uma situação difícil contra o adversário, tal como começar com uma posição de desvantagem no campo de batalha. No entanto, o equilíbrio da batalha pode ser alterado, se a unidade do general inimigo morre ou é capturada no início da batalha. Isto é particularmente necessário na Batalha de Isso e na Batalha de Gaugamela. Ao contrário do Rome: Total War, há uma condição especial nessas batalhas históricas, que é garantir que Alexandre não seja morto ou fuja durante a batalha. Se isso ocorre, então a batalha será perdida instantaneamente.
Há seis batalhas históricas no jogo, começando com a Batalha de Queroneia, onde Alexandre acompanha seu pai, Filipe II, contra as forças combinadas do exército de Atenas e Tebas, terminando com a Batalha de Hidaspes contra o rei indiano Poro. Após a primeira batalha, as próximas serão desbloqueadas em série, assim que o jogador concluir a anterior com êxito. No entanto, a batalha deve ser jogada e vencida, pelo menos, no nível de dificuldade médio, a fim de desbloquear a batalha seguinte. Uma vez desbloqueada, ela pode ser jogada novamente a qualquer momento.